# Sentfores (Tavertet)
Sentfores és una masia de Tavertet (Osona) inclosa a l'Inventari del Patrimoni Arquitectònic de Catalunya.

## Descripció
Masia situada prop de l'engorjat de la Riera de les Gorgues. És de planta rectangular coberta a dues vessants i amb el carener paral·lel a la façana la qual es troba orientada a migdia. Consta de planta baixa i primer pis. El portal és rectangular, i, fent espona a ell, hi ha una construcció semi-circular on s'ubica el forn. A la part esquerra de la façana, al mur de ponent, s'hi adossa un cos cobert a una vessant, amb la part baixa destinada, antigament, a bestiar, i la superior a herbera. És construïda en pedra malgrat que té alguns afegitons de totxo. És una construcció de dimensions molt reduïdes.

## Història
Antic mas que actualment forma part del patrimoni de l'Arau. Es troba registrat entre els quinze masos que formaven part de la parròquia de Sant Bartomeu de Sesgorgues abans de la pesta negra (1348). Segurament que amb la pesta quedà despoblat, ja que no està registrat en el fogatge de 1553 de la mateixa parròquia. Aquest mas, per les petites dimensions, dona la impressió que no fou reformat durant els segles XVII i XVIII. Actualment serveix de residència temporal i no compleix tasques agrícoles.